# Pseudohoplorana wagneri
Pseudohoplorana wagneri är en skalbaggsart som beskrevs av Stefan von Breuning 1962. Pseudohoplorana wagneri ingår i släktet Pseudohoplorana och familjen långhorningar. Inga underarter finns listade i Catalogue of Life.